# Nižná Jedľová
Nižná Jedľová este o comună slovacă, aflată în districtul Svidník din regiunea Prešov, pe malul râului Jedľovský potok⁠(d). Localitatea se află la altitudinea de 286 m deasupra n.m., se întinde pe o suprafață de 4,75 km2 și în 2017 număra 94 de locuitori.

## Istoric
Localitatea Nižná Jedľová este atestată documentar din 1559.

## Demografie
| An:                | 1994 | 2004    | 2014   | 2024    |
| ------------------ | ---- | ------- | ------ | ------- |
| Număr de persoane: | 72   | 84      | 85     | 98      |
| Diferență:         |      | +16,66% | +1,19% | +15,29% |

| An:                | 2023 | 2024   |
| ------------------ | ---- | ------ |
| Număr de persoane: | 99   | 98     |
| Diferență:         |      | −1,01% |